# 福島西バイパス
福島西バイパス（ふくしまにしバイパス）は、福島県福島市にある延長4.8キロメートル (km) の国道115号のバイパス道路である。

## 概要
鳥谷野南交差点で重複してきた国道4号福島南バイパスと分岐したところから、福島西インターチェンジの西側、旧土湯街道と交差するあたりまでの区間である。西側で荒井バイパスと接続する。かつての国道115号の南側に作られた。市内のバイパス道路では比較的早期に開発された道路である。郷野目交差点から西は全線東日本女子駅伝のコースに使われる。

### 路線データ
- 起点：福島県福島市鳥谷野
- 終点：福島県福島市佐倉下
- 全長：4.8 km
- 車線数：4車線

## 歴史
1970年（昭和45年）
都市計画道路として工事が開始され、終点側から東北自動車道福島西インターチェンジまでの区間が最初に開通した区間。その後は、部分開通を重ねて西から東へと延伸された。
1983年（昭和58年）
東北新幹線の下部を潜り、東北本線と大森川を跨ぐ方木田跨線橋が開通。これにより、福島市道南町浅川線（旧国道4号・通称旧4号）と郷野目交差点で接続した。
1988年（昭和63年）
最後まで残った郷野目交差点から東側、国道4号福島南バイパスとの鳥谷野南交差点までの区間が開通。全線開通をきっかけに、最高速度制限が50キロメートル毎時から法定速度に引き上げられた。旧国道は福島市道南町佐倉下線として福島市に移管されたものの、国道区域の変更が長らく行われず、2019年3月22日に当該区間の国道区域からの削除が行われた。
全線開通後の交差点改良
鳥谷野南交差点の交通渋滞（特に西バイパスから、国道4号上り方面への車両の列）が激しかったことから、交差点改良が行われた。

## 接続する道路など
- 上側が起点側、下側が終点側。左側が上り側、右側が下り側。
- 交差する道路の記載がないものは市道。

| 交差する道路など                               | 交差する道路など                    | 交差する場所 | 交差する場所           |
| ---------------------------------------------- | ----------------------------------- | ------------ | ---------------------- |
| 市道 蓬萊橋方面                                |                                     |              |                        |
| 国道4号（福島南バイパス）                      | 国道4号（福島南バイパス）           | 福島市       | 鳥谷野南交差点         |
| 県道148号水原福島線（旧国道4号）               | 福島市道南町浅川線（旧国道4号）     | 福島市       | 郷野目交差点           |
| 東北新幹線 東北本線 大森川                     | 東北新幹線 東北本線 大森川          | 福島市       | 方木田跨線橋           |
| 市道（大森街道）                               | 福島県道148号水原福島線（大森街道） | 福島市       | 中屋敷交差点           |
| 国道13号（福島西道路）                         | 国道13号（福島西道路）              | 福島市       | 八幡西交差点           |
| E4 東北自動車道                                | E4 東北自動車道                     | 福島市       | 福島西インターチェンジ |
| 市道南町佐倉下線（旧国道115号）                |                                     | 福島市       | 佐倉下                 |
| 国道115号（荒井バイパス） 土湯温泉・猪苗代方面 |                                     |              |                        |

## 道路施設
濁川橋
- 全長：35.3m
- 幅員：22.0（28.0）m
- 形式：単純プレビーム合成鋼桁橋
- 竣工：1987年度

最後の未供用区間（全長400m）のうち、国道4号から分岐する起点、鳥谷野南交差点に接続する橋梁であり、一級水系阿武隈川水系濁川を渡る。当橋梁の完成により1988年3月に当バイパスが全線開通した。総工費は11億1200万円。
方木田跨線橋（JR東北本線・大森川）